# Vanil Noir
Der Vanil Noir (Freiburger Patois Vani-Néⓘ) ist mit 2389 m ü. M. der höchste Berggipfel der Freiburger Voralpen in der Schweiz. Über den Berggrat verläuft die Grenze zwischen den Kantonen Freiburg und Waadt. Der Name Vanil ist ein Ausdruck des freiburgischen Patois, bedeutet so viel wie Fels, felsiger Gipfel und geht ursprünglich auf das gallische Wort vanno (Abhang, Gipfel) zurück.

## Geographie
Die Bergkette des Vanil Noir wird im Süden vom Pays-d’Enhaut, im Westen von der Haute-Gruyère, im Norden vom Jaunbachtal und im Osten vom Hochtal Gros Mont begrenzt. Vom höchsten Punkt des Vanil Noir, einem grasbewachsenen Gipfel, laufen drei schmale und abschnittsweise felsige Berggrate aus: der erste bis zum Tête de l'Herbette nach Norden, dann nach Nordosten schwenkend zu den Gipfeln von Dent de Folliéran und Dent de Brenleire, der zweite nach Osten zu Tour de Dorénaz (2260 m ü. M.) und Dent des Bimis (2161 m ü. M.) und der dritte nach Südwesten zu den fast gleich hohen Gipfeln Vanil de l'Ecri (2376 m ü. M.) und Pointe de Paray (2375 m ü. M.). Vom im Nordgrat liegenden Tête de l'Herbette zweigt ein vierter Grat nach Nordwesten zu den Gipfeln Tsermon, Le Van und Les Merlas ab. Die östliche Seite des Vanil Noir wird über zwei Quellbäche des Ruisseau des Ciernes Picat zur Saane entwässert. Der nördliche der beiden Quellbäche ist der Ruisseau des Morteys im Vallon des Morteys. Im Kar Bounavaletta im Vallon de Bounavaux am Westhang des Berges befinden sich zwei kleine Bergseen; 400 Höhenmeter weiter unterhalb auf 1330 m Höhe liegt der Lac de Coudré. Das Vallon de Bounavaux wird durch den Rio des Marais ebenfalls zur Saane entwässert.
Der lange Nord- respektive Nordostgrat des Vanil Noir führt vom höchsten Punkt zum auffälligen Felseinschnitt Pas de Borière (2316 m), der einen nördlich gelegenen Felsgrat (ca. 2330 m; Schartenhöhe ca. 15 m) vom Hauptgipfel abtrennt. Im Nordgrat folgt die Tête de l'Herbette (2261 m; Schartenhöhe ca. 30 m), an der der Grat nach Nordosten zum ausgeprägten Gipfel Pt. 2190 m (Schartenhöhe ca. 55 m) schwenkt. Weiter nordöstlich folgt die Gratschneide Galère, danach die tiefste Einsattelung zum Dent de Foliéran auf 2079 Metern. Der Ostgrat des Vanil Noir leitet zunächst zur weit ausgreifenden grossen Ostgratschulter (ca. 2300 m; Schartenhöhe ca. 25 m), die trotz geringer Schartenhöhe aufgrund ihrer Gestalt und ihrer relativ grossen Entfernung vom Hauptgipfel ausgesprochen markant ist. Deutlich tiefer folgt der Ostgratturm (ca. 2225 m; Schartenhöhe ca. 25 m), dann die tiefe Scharte zur Tour de Doréna auf ungefähr 2185 Metern. Mit der Tour de Doréna (2260 m; Schartenhöhe ca. 75 m), dem eigenständigsten Nebengipfel des Vanil Noir, gewinnt der Ostgrat, der sich nun nach Nordosten wendet, wieder an Höhe. Es folgen die oberen (2242 m; Schartenhöhe ca. 28 m) und unteren Rochers des Tours (ca. 2181 m; Schartenhöhe ca. 20 m), und dann, nach einem markanten Felseinschnitt, das Gipfelplateau des Dent de Bimis (2160 m; Schartenhöhe ca. 15 m). Der letzte Gipfel des Grats ist der ausgeprägte Gratkopf Pt. 2015 m (Schartenhöhe ca. 30 m).

## Geologie
In geologischer Hinsicht gehört das Gebiet des Vanil Noir zu den Préalpes Romandes, einer grossflächigen Schubmasse penninischer Sedimente, die als Klippe respektive Klippendecke auf helvetischen Sedimenten lagert. Die Topographie des Gebietes wird hauptsächlich durch das Gesteinsmaterial bestimmt. Harte Kalksteinzüge, welche die Landschaftsmerkmale bilden, wechseln sich mit mergeligen Schichten ab, die deutlich stärker erodiert sind. Der Vanil Noir gehört zum kompetenten Kalkstein der Préalpes médianes plastiques. In der Region gibt es auch typische Karstphänomene, beispielsweise Karrenfelder, Dolinen und Höhlen (darunter die Gouffre des Diablotins).

## Naturschutz
Das Gebiet des Vanil Noir steht seit 1983 unter Schutz. Das heutige Naturschutzgebiet umfasst eine Fläche von rund 15 km² mit den Tälern von Bounavaux und Morteys. Insbesondere das Vallon des Morteys zeichnet sich durch seltene Pflanzenarten aus (Alpen-Betonie, Spitzorchis, Alpen-Lein, Alpen-Schuppenkopf und Berg-Drachenkopf). Am Vanil Noir gibt es grössere Steinbock- und Gämsenpopulationen.

## Besteigung
Der Vanil Noir kann entweder über Wanderrouten durch das Vallon de Bounavaux oder durch das Vallon des Morteys erreicht werden; auch das nördlich angrenzende Vallée de Motélon kann als Ausgangspunkt für Besteigungen genommen werden. Der Bergwanderweg über den Nordgrat des Vanil Noir weist mit der Felslücke des Pas de Borière eine exponierte, schwierige und mit Drahtseilen gesicherte Stelle auf, die überwunden werden muss.

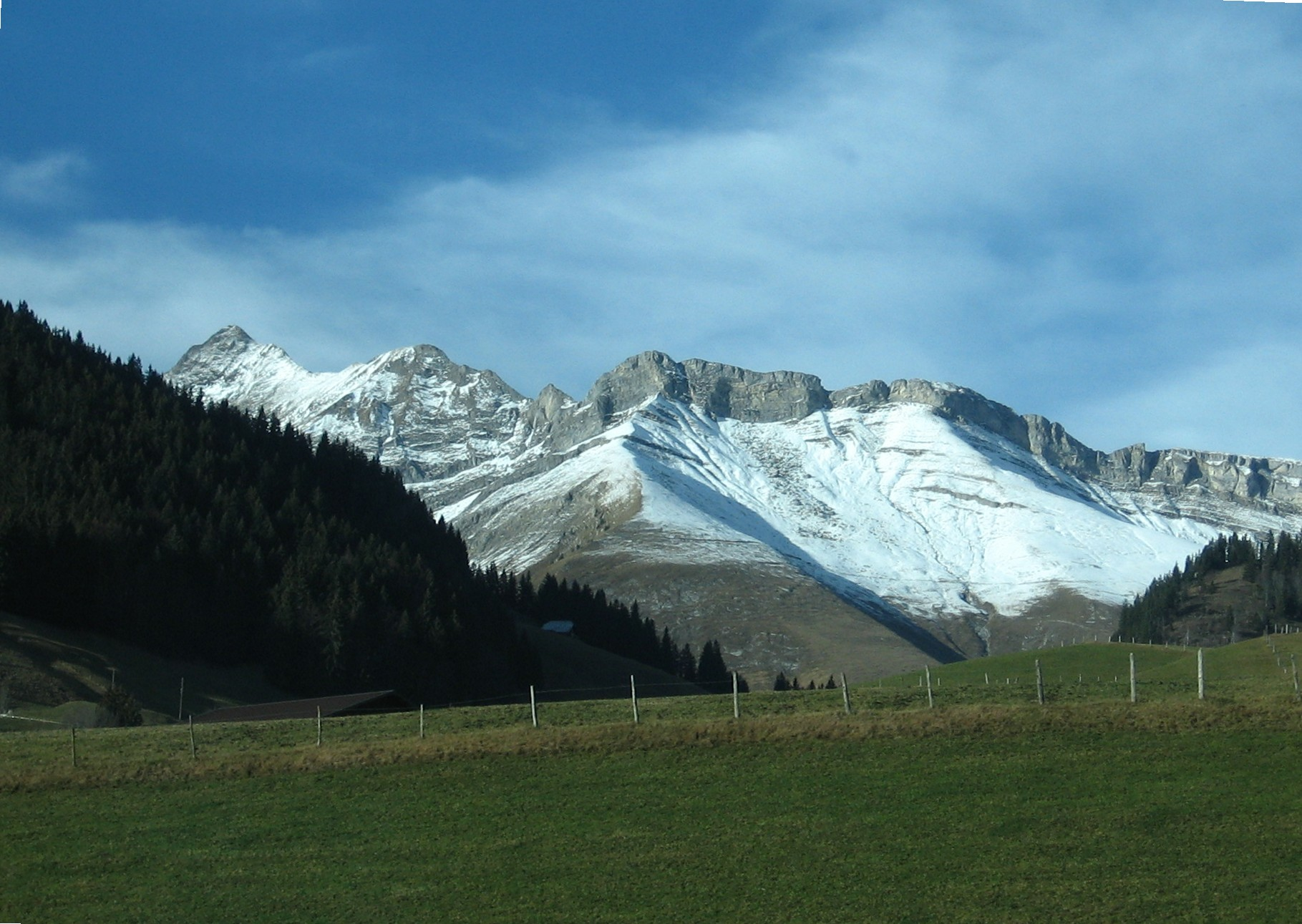
Vanil Noir von Südosten, aus Richtung Rougemont. Von links Vanil Noir, grosse Ostgratschulter, Ostgratturm, Tour de Doréna, obere und untere Rochers des Tours

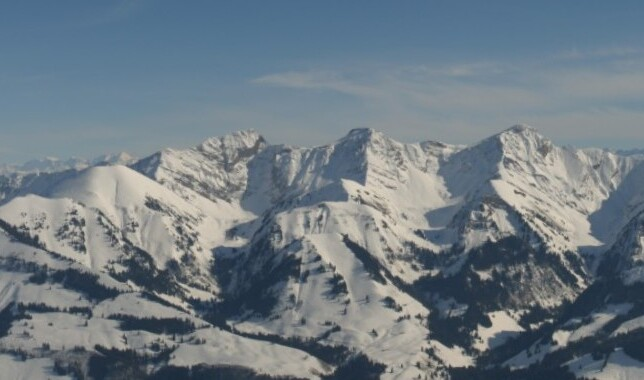
Von rechts Pointe de Paray, Vanil de l'Ecri und Vanil Noir, dann, niedriger, die weisse Pyramide des Tsermon, rechts davor Le Van, gesehen vom Moléson

## Film
- Der Vanil Noir, Doku, CH 2017, 50 Min. (2 Folgen)[1]

## Fussnoten
1. ↑  Erstausstrahlung auf 3sat 30. Oktober 2017